# Side Assist
Side Assist − system składający się z czujników w tylnym zderzaku, lub kamer przy lusterkach, które monitorują obszar za pojazdem i obok niego. W ten sposób zostaje wyeliminowana tzw. martwa strefa. Przy włączeniu kierunkowskazu i zmianie pasa ruchu na taki, po którym porusza się inny pojazd, system sygnalizuje lampką (lub lampką z dźwiękiem), że pas jest zajęty. System ten stosowany jest m.in. w samochodach koncernu Volkswagen czy Mercedes-Benz. Podobne rozwiązanie w swoich samochodach stosuje Volvo nosi ono nazwę BLIS